# Basibulbus
Genre
Basibulbus est un genre d'araignées aranéomorphes de la famille des Orsolobidae.

## Distribution
Les espèces de ce genre sont endémiques du Chili.

## Liste des espèces
Selon World Spider Catalog (version 15.5, 1/11/2014) :
- Basibulbus concepcion Ott, Platnick, Berniker & Bonaldo, 2013
- Basibulbus granizo Ott, Platnick, Berniker & Bonaldo, 2013
- Basibulbus malleco Ott, Platnick, Berniker & Bonaldo, 2013

## Publication originale
- Ott, Platnick, Berniker & Bonaldo, 2013 : Basibulbus, a hard-bodied, haplogyne spider genus from Chile (Araneae, Dysderoidea). American Museum Novitates, no 3775, p. 1-20.